# Det fallna imperiet (bok)
Det fallna imperiet är en bok skriven av historieforskaren och Rysslandskännaren Martin Kragh, med undertiteln Ryssland och väst under Vladimir Putin. Boken har ett förord daterat 26 februari 2022 och har den 23 mars 2022 som angivet utgivningsdatum men är i allt väsentligt skriven före Rysslands invasion av Ukraina 24 februari 2022.
Kragh tar i sin bok ett helhetsgrepp om Vladimir Putin och den ryska historien, från Tsarrysslands fall till Sovjetunionens upplösning och det postsovjetiska Ryssland. Han berättar sakligt, med stöd av kommunikéer och uttalanden i statlig och oberoende press, om många av Putins vägval och retoriska manövrer som skulle leda Europa ut i krig.
Han ger bakgrunden till hur Putins angivna mål för invasionen den 24 februari 2022 har stöd i nationalistiska strömningar i Ryssland. Dessa omfattar en ideologi om Rysslands historiska och kulturella överlägsenhet, vilket ger landet moralisk rätt att ta kontrollen över områden som tidigare tillhört Sovjetunionen eller kejsardömet Ryssland.
Kragh skriver "Historien är aldrig en serie av oundvikligheter". Han visar hur aktiva val och beslut uppstår ur tidigare val och beslut, och beskriver en kontinuitet i den ryska utrikespolitiken med en strävan efter erkänsla som stormakt. Rysslands historia är inte ödesbestämd, utan gång på gång har landet vikit av från demokratins och samarbetets väg och valt diktatur och våld. Boken beskrivs som "ovärderlig som en första ingång till den tankevärld som ligger bakom de ryska ledarnas beslut om att angripa Ukraina".

## Utgåva
- Kragh, Martin (2022). Det fallna imperiet: Ryssland och väst under Vladimir Putin (1:a utgåva 2022, 2:a upplaga 2023, pocketutgåva 2023). Stockholm: Fri Tanke. Libris 1fq5trvzzjq7v6fd. ISBN 9789189139039